# Jack Wilshere
Pour les articles homonymes, voir Wilshere.
Jack Wilshere, né le 1er janvier 1992 à Stevenage en Angleterre, est un ancien footballeur international anglais qui évoluait au poste de milieu de terrain.

## Biographie

### Formation
Issu d'une famille de la classe moyenne londonienne, Jack Wilshere grandit dans l'est de la capitale anglaise et rejoint le centre de formation d'Arsenal en octobre 2001 à la suite d'un rapide passage par l'académie de Luton Town, à une cinquantaine de kilomètres du nord de Londres. En 2007, il est nommé capitaine de l'équipe des moins de 16 ans. Après avoir participé à l'équivalent de la Ligue des champions des moins de 16 ans, la Champions Youth Cup, il fait sa première apparition dans l'équipe des moins de 18 ans dirigée par Steve Bould. Il a alors 15 ans et se dresse contre les moins de 18 ans de Chelsea. Il marque son premier but contre l'équipe des moins de 18 ans d'Aston Villa lors de la victoire d'Arsenal 4-1. 
Puis, il enregistre son premier coup du chapeau contre l'équipe des -18 ans de Watford, amenant quelques mois après, le titre de champion à la jeune académie d'Arsenal. Il finit sa première saison complète avec les moins de 18 ans avec 13 buts pour 18 apparitions, la plupart marqués à l'âge de 15 ans. Il intègre en février 2008 la réserve d'Arsenal où il marque pour son premier match contre Reading, accrochant le nul. Le mois suivant, contre West Ham il inscrit un but mémorable avec son pied gauche à l'entrée de la surface, plaçant le ballon en pleine lucarne, sous l’œil avisé d'Arsène Wenger. Il porte alors déjà le numéro 10. 
En trois apparitions il marque 2 buts pour autant de passes décisives. Il joue ensuite la Ferroli Cup que l'équipe gagne et se voit nommer homme du tournoi. En 2009, Wilshere a un rôle prépondérant dans la victoire de la FA Youth Cup (l'équivalent de la FA Cup pour les jeunes), en marquant en demi-finale, avant d'être élu homme du match de la finale contre Liverpool.

### Débuts professionnels avec Arsenal
En juillet 2008, Wilshere est sélectionné pour participer aux matchs amicaux de pré saison. Il porte pour la première fois le maillot de l'équipe première contre Barnet où il remplace Henri Lansbury à la mi-temps puis adresse une passe décisive à Jay Simpson. Pendant cette tournée amicale, Wilshere inscrit ses deux premiers buts. D'abord lors d'une victoire 10-2 contre Burgenland XI, puis deux jours plus tard contre Stuttgart. La suite de cette saison, Arsène Wenger offre une place au jeune anglais dans l'équipe première où il endossera le numéro 19 laissé vacant par Gilberto Silva.
Il devient le plus jeune joueur de tous les temps à jouer pour Arsenal, à 16 ans et 256 jours, lors de la victoire 4-0 d'Arsenal face aux Blackburn Rovers, le 13 septembre 2008 après avoir remplacé Robin Van Persie à la 84e minute. Par ailleurs, il inscrit son premier but en professionnel le 23 septembre suivant lors de la victoire 6-0 des Gunners face à Sheffield United en Coupe de la Ligue anglaise.
Le record de précocité de « The Wilsh » en Premier League n'est pas le seul à être décroché par l'Anglais. En effet, il détient deux autres records de précocités : la Ligue des champions et la Coupe d'Angleterre. De plus, Jack Wilshere est le cinquième joueur de moins de dix-sept ans à avoir joué en Ligue des champions.
Le 5 janvier 2009, soit quelques jours après avoir fêté ses dix-sept ans, Jack Wilshere signe son premier contrat professionnel au club, qu'il prolonge au mois de juillet de la même année.
Au début d'août 2009, le club d'Arsenal remporte le tournoi amical qu'il organise, l'Emirates Cup, et Wilshere est élu deux fois meilleur joueur du match (Atlético Madrid et Glasgow Rangers). Il inscrit d'ailleurs deux buts face au club écossais devant le sélectionneur anglais, Fabio Capello. Quelques jours plus tard, il fait ses débuts avec les moins de 21 ans anglais, à seulement 17 ans et 223 jours.

### Révélation à Bolton et confirmation
Le 29 janvier 2010, Jack Wilshere est prêté jusqu'à la fin de la saison aux Bolton Wanderers dans le but de gagner en expérience et en puissance physique. Il fait ses débuts avec son nouveau club le 9 février 2010 contre Manchester City. Malgré la défaite de son club, Wilshere réalise un excellent match et impressionne son nouvel entraineur Owen Coyle. Il devient petit à petit le meneur de jeu des Wanderers, jouant dans un rôle de numéro 10 juste derrière l'attaquant suédois Johan Elmander. Le 6 mars 2010, il inscrit son premier but contre West Ham United en Premier League après une victoire 2-1.
Il est de retour à Arsenal au terme de la saison 2009-2010, son entraineur Arsène Wenger l'encourage dans le magazine anglais The Sun : « Pour l'instant, je veux que Jack gagne de l’expérience et, si possible, avec Arsenal. Je vais lui donner une chance de jouer, maintenant. Je veux voir s'il peut intégrer l'équipe première ». Le manager français déclare également qu'il souhaite donner du temps de jeu à son jeune joueur lors des matchs de préparation pour qu'il puisse s'améliorer.
Le 15 août 2010, il est titularisé pour la première fois en Premier League face aux Reds de Liverpool. Beaucoup de spécialistes voient le jeune prodige anglais comme la probable révélation de cette saison 2010-2011. Une semaine après, il offre sa première passe décisive en championnat contre Blackpool. Le 15 septembre, il joue son premier match de Ligue des Champions de la saison, et est auteur d'une nouvelle passe décisive. Il est élu homme du mois de septembre par les supporters d'Arsenal. Le 16 octobre 2010, Wilshere reçoit le premier carton rouge de sa carrière, après un mauvais tacle sur l'attaquant de Birmingham, Nikola Žigić. Le 19 octobre, le jeune anglais marque son premier but en ligue des champions contre le Shakhtar Donetsk lors d'une victoire 5-1 du club en phase de poule. Le 1er novembre, Jack Wilshere signe une nouvelle prolongation de contrat. Le 27 novembre 2010 contre Aston Villa, Wilshere inscrit son premier but en Premier League sous les couleurs d'Arsenal et voit son équipe gagner 4-2. En huitième de finale allé de la ligue des champions contre Barcelone, le 16 février 2011, Wilshere réalise une performance incroyable, réussissant 93,5 % de ses passes dont plus de 91 % dans la partie adverse du terrain. Son entraineur, Arsène Wenger évoque une performance « impressionnante ».
Enchainant les très bons matchs en coupe et en championnat, et placé en tant que milieu de soutien, aux côtés d'Alexandre Song et de Cesc Fàbregas, il progresse notamment dans l'aspect défensif de son jeu, tout comme dans sa vision du jeu.
Ses bonnes performances lors de la saison 2010-2011 lui valent d'être nommé aux côtés de Joe Hart, Nani, Séamus Coleman, Gareth Bale ainsi que de son coéquipier Samir Nasri pour le titre de meilleur jeune joueur de l'année de Premier League. Il remporte d'ailleurs ce trophée mi-avril. Le 27 mai 2011, il est élu meilleur joueur d'Arsenal de la saison 2010-2011 par les supporters.

### Saison blanche puis reconstruction
Le 31 juillet 2011, Wilshere se fracture la cheville droite lors du tournoi amical de l'Emirates Cup. Opéré avec succès le 26 septembre, le jeune milieu anglais suit une longue période de rééducation et le club londonien envisage une convalescence d'une durée de quatre à cinq mois. Cependant, après plusieurs rechutes, cette blessure l'éloigne des terrains durant l'intégralité de la saison et le jeune milieu anglais est contraint de déclarer forfait pour l'Euro 2012.
À l'aube de la saison 2012-2013, Wilshere hérite du numéro 10 laissé libre à la suite du départ de Robin van Persie à Manchester United.
Le 20 septembre 2012, Arsenal annonce que Jack Wilshere reprend l'entraînement complet après quatorze mois d'inactivité. Le 27 octobre suivant, il fait son retour sur les pelouses de Premier League en étant titularisé à l'occasion de la rencontre comptant pour la 9e journée face aux Queens Park Rangers. Il joue 67 minutes puis est remplacé par Theo Walcott, l'équipe gagne le match 1-0. Le match suivant, Wilshere est exclu contre Manchester United, après deux cartons jaunes et un excès d'engagement, traduisant aussi un regain de forme et une volonté de retour incontestable.

### Confirmation au plus haut niveau
Le 21 novembre 2012, le jeune anglais marque son premier but de la saison contre Montpellier en Ligue des champions pour une victoire 2-0. Wilshere ne prendra pas beaucoup de temps avant de pleinement retrouver son niveau, avec notamment de belles performances face à Tottenham et Everton, ce qui fait de lui un candidat sérieux au titre de meilleur jeune joueur de la saison 2012-2013. Le 19 décembre 2012, le club d'Arsenal annonce la signature d'un contrat de longue durée pour cinq de ses joueurs britanniques, dont Wilshere, qui explique son choix dans le journal anglais The Sun : « Je pense que je peux dire que j’aimerais être le capitaine du club un jour. Je suis ici depuis mes 9 ans et je connais les traditions. » Il inscrit un deuxième but contre Swansea City en FA Cup d'une belle volée de l’extérieur de la surface. Malheureusement, le jeune anglais se blesse lors du derby du nord de Londres à White Hart Lane.

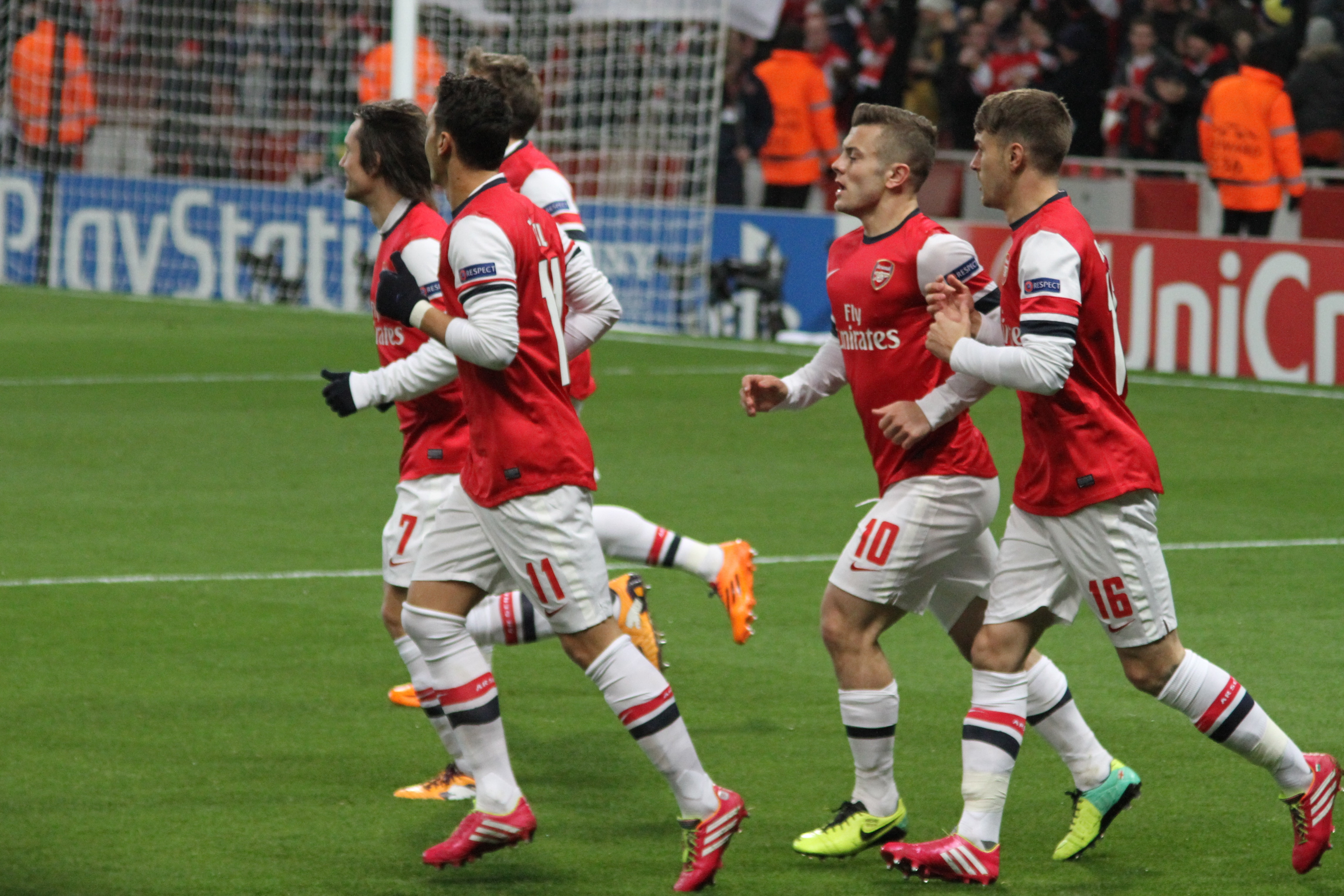
Wilshere célébrant son but face à l'Olympique de Marseille

Revenu plus fort que l'an passé, Jack Wilshere progresse de match en match. Il fait de bonnes performances notamment contre Fenerbahce à l'Emirates Stadium et inscrit son premier but de la saison à West Bromwich lors du match nul 1-1. Puis, contre Norwich, il marque un but sur une action collective menée par Santi Cazorla, Olivier Giroud et lui-même. Lors du match opposant Arsenal à Marseille, il trouve le chemin des filets, après 29 secondes de jeu, d'une frappe enroulée dans la lucarne opposée avant de doubler la mise. Shere willpower est élu homme du match pour ses deux buts mais aussi pour son niveau de jeu au-dessus des autres[réf. nécessaire].
Lors de la 21e journée du championnat face à Aston Villa, il est l'auteur du premier but et l'auteur d'une passe décisive à Olivier Giroud pour doubler la mise (victoire 2-1) et garde la première place du championnat. Wilshere remporte la FA Cup, son premier trophée sous les couleurs des Gunners face à Hull City au Stade de Wembley, une première depuis 2005. En mai 2014, le but de Wilshere face à Norwich fut élu but de la saison avec 39 % de votes.
La saison 2014-2015 de Wilshere commence par une victoire facile 3-0 contre Manchester City dans le traditionnel Community Shield. Après une bonne première partie de saison dont notamment un but contre le champion en titre, Manchester City, il se blesse contre Manchester United en novembre qui l'éloignera des terrains jusqu'en avril. Entre-temps, il est annoncé dans le viseur de Manchester City, tout comme le milieu de terrain de Liverpool Jordan Henderson. Cependant, Arsenal en demande 40 millions d'euros selon la presse anglaise. Wilshere fait son retour dans les terrains après plusieurs mois d’absence le 11 mai face à Swansea City et atteint 150 matches avec Arsenal. Depuis, il est titularisé jusqu'au trois dernières journées de Premier League. Le 24 mai, Wilshere joue son 100e match de Premier League face à West Bromwich Albion. Par la même occasion, il marque un but splendide d'une demi-volée du gauche en pleine lucarne qui fut nommé but de la saison 2014-2015 et devient le premier joueur de l'histoire à remporter le prix du but de la saison sur deux saisons consécutives (2013-2014 face à Norwich City et 2014-2015 face à West Bromwich Albion).

### West Ham United (2018-2020)
En fin de contrat à Arsenal, Wilshere s'engage pour trois ans avec West Ham United le 9 juillet 2018. Il ne joue que dix-neuf matches en l'espace de deux saisons avant d'être libéré de son contrat par West Ham le 5 octobre 2020.

### AFC Bournemouth (2021)
Le 18 janvier 2021, il signe jusqu'à la fin de la saison avec Bournemouth après avoir passé plus de trois mois sans club. Il quitte le club en juin 2021, à la fin de son contrat.

### AGF Aarhus (2022)
En 2022, il signe dans le club danois l'AGF Aarhus jusqu'à la fin de la saison, après 1 année sans club ,,.
Le 8 juillet 2022, il annonce prendre sa retraite, sentant que « son corps ne le suit plus »,,.

### En sélection
Depuis 2006, l'équipe nationale d’Angleterre sélectionne Jack Wilshere pour le faire jouer dans une catégorie plus âgée. Ainsi, à 14 ans, Wilshere joue pour les -16 ans de l'équipe nationale, et à 15 ans, il joue pour les -17 ans. Il est appelé pour participer à l'Euro des -17 ans où il impressionne sur ses deux premiers matchs avant de se blesser.
Le 7 août 2010, Jack Wilshere est convoqué par Fabio Capello pour une rencontre amicale de l'équipe d'Angleterre contre la Hongrie le 11 de ce mois. Il rentre en jeu en fin de match, remplaçant Steven Gerrard et devient le dixième plus jeune joueur de l'histoire du pays à honorer une sélection.
Le 9 février 2011, il fait ses premiers débuts en tant que titulaire lors d'un match amical contre le Danemark. Il impressionne une nouvelle fois le sélectionneur, Capello, dans son rôle de milieu proche de la défense, où il presse, récupère et redistribue proprement, un nombre considérable de ballons mais une blessure durant la saison 2011-2012, le prive d'une participation à l'Euro 2012. Le 6 février 2013, Jack Wilshere ré-endosse le maillot des Three Lions, dirigé par le nouveau manager Roy Hodgson. Face au Brésil et à la suite d'une victoire 2-1, il est élu homme du match et son talent allié à sa performance sont salués par Wayne Rooney, Frank Lampard, Steven Gerrard et son manager, Roy Hodgson.
Il est sélectionné par Roy Hodgson faire partie de l'effectif anglais pour la Coupe du monde 2014 en Brésil mais il sera remplaçant durant ce tournoi barré par Steven Gerrard et Jordan Henderson. Wilshere jouera deux matchs mais il ne pourra pas empêcher l'élimination des Three Lions au premier tour. À la suite des retraits de Gerrard et Lampard, Hodgson installe définitivement Jack Wilshere aux côtés d'Henderson comme un titulaire dans son onze de départ ou il est nommé homme du match à trois reprises durant les matchs de qualifications pour l'Euro 2016. Paul Scholes, qui l'avait critiqué la saison précédente, dit qu'il est le meilleur joueur anglais du moment.
Il inscrit ses deux premiers buts le 24 juin 2015 lors d'un match contre la Slovénie dans le cadre des matchs de qualification pour l'Euro 2016.
Le 16 mai 2016, il est convoqué en équipe d'Angleterre par le sélectionneur Roy Hodgson pour faire partie de l'effectif provisionnel de l'Euro 2016.

## Statistiques
| Saison                | Club                       | Championnat           | Championnat | Championnat | Championnat | Coupe nationale | Coupe nationale | Coupe nationale | Coupe de la Ligue | Coupe de la Ligue | Coupe de la Ligue | Supercoupe | Supercoupe | Supercoupe | Compétition(s) continentale(s) | Compétition(s) continentale(s) | Compétition(s) continentale(s) | Compétition(s) continentale(s) | Angleterre | Angleterre | Angleterre | Total | Total | Total |
| Saison                | Club                       | Division              | M.          | B.          | P.d.        | M.              | B.              | P.d.            | M.                | B.                | P.d.              | M.         | B.         | P.d.       | Comp.                          | M.                             | B.                             | P.d.                           | M.         | B.         | P.d.       | M.    | B.    | P.d.  |
| 2008-2009             | Arsenal FC                 | Premier League        | 1           | 0           | 0           | 2               | 0               | 0               | 3                 | 1                 | 1                 | -          | -          | -          | C1                             | 2                              | 0                              | 0                              | -          | -          | -          | 8     | 1     | 1     |
| 2009-2010             | Arsenal FC                 | Premier League        | 1           | 0           | 0           | 1               | 0               | 0               | 2                 | 0                 | 0                 | -          | -          | -          | C1                             | 3                              | 0                              | 0                              | -          | -          | -          | 7     | 0     | 0     |
| 2010-2011             | Arsenal FC                 | Premier League        | 35          | 1           | 3           | 2               | 0               | 0               | 5                 | 0                 | 3                 | -          | -          | -          | C1                             | 7                              | 1                              | 3                              | 5          | 0          | 0          | 54    | 2     | 9     |
| 2011-2012             | Arsenal FC                 | Premier League        | -           | -           | -           | -               | -               | -               | -                 | -                 | -                 | -          | -          | -          | -                              | -                              | -                              | -                              | -          | -          | -          | 0     | 0     | 0     |
| 2012-2013             | Arsenal FC                 | Premier League        | 25          | 0           | 3           | 4               | 1               | 0               | 1                 | 0                 | 0                 | -          | -          | -          | C1                             | 3                              | 1                              | 1                              | 2          | 0          | 0          | 35    | 2     | 4     |
| 2013-2014             | Arsenal FC                 | Premier League        | 24          | 3           | 4           | 3               | 0               | 0               | 1                 | 0                 | 0                 | -          | -          | -          | C1                             | 7                              | 2                              | 0                              | 13         | 0          | 0          | 48    | 5     | 4     |
| 2014-2015             | Arsenal FC                 | Premier League        | 14          | 2           | 1           | 1               | 0               | 0               | 1                 | 0                 | 0                 | 1          | 0          | 1          | C1                             | 5                              | 0                              | 0                              | 8          | 2          | 1          | 30    | 4     | 3     |
| 2015-2016             | Arsenal FC                 | Premier League        | 3           | 0           | 0           | -               | -               | -               | -                 | -                 | -                 | -          | -          | -          | -                              | -                              | -                              | -                              | 6          | 0          | 0          | 9     | 0     | 0     |
| 2016-2017             | Arsenal FC                 | Premier League        | 2           | 0           | 0           | -               | -               | -               | -                 | -                 | -                 | -          | -          | -          | -                              | -                              | -                              | -                              | -          | -          | -          | 2     | 0     | 0     |
| 2017-2018             | Arsenal FC                 | Premier League        | 20          | 1           | 3           | -               | -               | -               | 5                 | 0                 | 0                 | -          | -          | -          | C3                             | 13                             | 1                              | 1                              | -          | -          | -          | 38    | 2     | 4     |
| Sous-total            | Sous-total                 | Sous-total            | 125         | 7           | 14          | 13              | 1               | 0               | 18                | 1                 | 4                 | 1          | 0          | 1          | -                              | 40                             | 5                              | 5                              | 34         | 2          | 2          | 231   | 16    | 26    |
| 2009-2010             | Bolton Wanderers FC (prêt) | Premier League        | 14          | 1           | 1           | -               | -               | -               | -                 | -                 | -                 | -          | -          | -          | -                              | -                              | -                              | -                              | -          | -          | -          | 14    | 1     | 1     |
| Sous-total            | Sous-total                 | Sous-total            | 14          | 1           | 1           | -               | -               | -               | -                 | -                 | -                 | -          | -          | -          | -                              | -                              | -                              | -                              | -          | -          | -          | 14    | 1     | 1     |
| 2016-2017             | AFC Bournemouth (prêt)     | Premier League        | 27          | 0           | 2           | -               | -               | -               | -                 | -                 | -                 | -          | -          | -          | -                              | -                              | -                              | -                              | -          | -          | -          | 27    | 0     | 2     |
| Sous-total            | Sous-total                 | Sous-total            | 27          | 0           | 2           | -               | -               | -               | -                 | -                 | -                 | -          | -          | -          | -                              | -                              | -                              | -                              | -          | -          | -          | 27    | 0     | 2     |
| 2018-2019             | West Ham United FC         | Premier League        | 8           | 0           | 1           | -               | -               | -               | -                 | -                 | -                 | -          | -          | -          | -                              | -                              | -                              | -                              | -          | -          | -          | 8     | 0     | 1     |
| 2019-2020             | West Ham United FC         | Premier League        | 8           | 0           | 0           | -               | -               | -               | 2                 | 1                 | 0                 | -          | -          | -          | -                              | -                              | -                              | -                              | -          | -          | -          | 10    | 1     | 0     |
| 2020-2021             | West Ham United FC         | Premier League        | -           | -           | -           | -               | -               | -               | 1                 | 0                 | 0                 | -          | -          | -          | -                              | -                              | -                              | -                              | -          | -          | -          | 1     | 0     | 0     |
| Sous-total            | Sous-total                 | Sous-total            | 16          | -           | 1           | -               | -               | -               | 3                 | 1                 | 0                 | -          | -          | -          | -                              | -                              | -                              | -                              | -          | -          | -          | 19    | 1     | 1     |
| 2020-2021             | AFC Bournemouth            | Championship          | 15          | 1           | 0           | 2               | 1               | 0               | -                 | -                 | -                 | -          | -          | -          | -                              | -                              | -                              | -                              | -          | -          | -          | 17    | 2     | 0     |
| Total sur la carrière | Total sur la carrière      | Total sur la carrière | 197         | 9           | 18          | 15              | 2               | 0               | 21                | 2                 | 4                 | 1          | 0          | 1          | -                              | 40                             | 5                              | 5                              | 34         | 2          | 2          | 308   | 20    | 30    |

## Palmarès

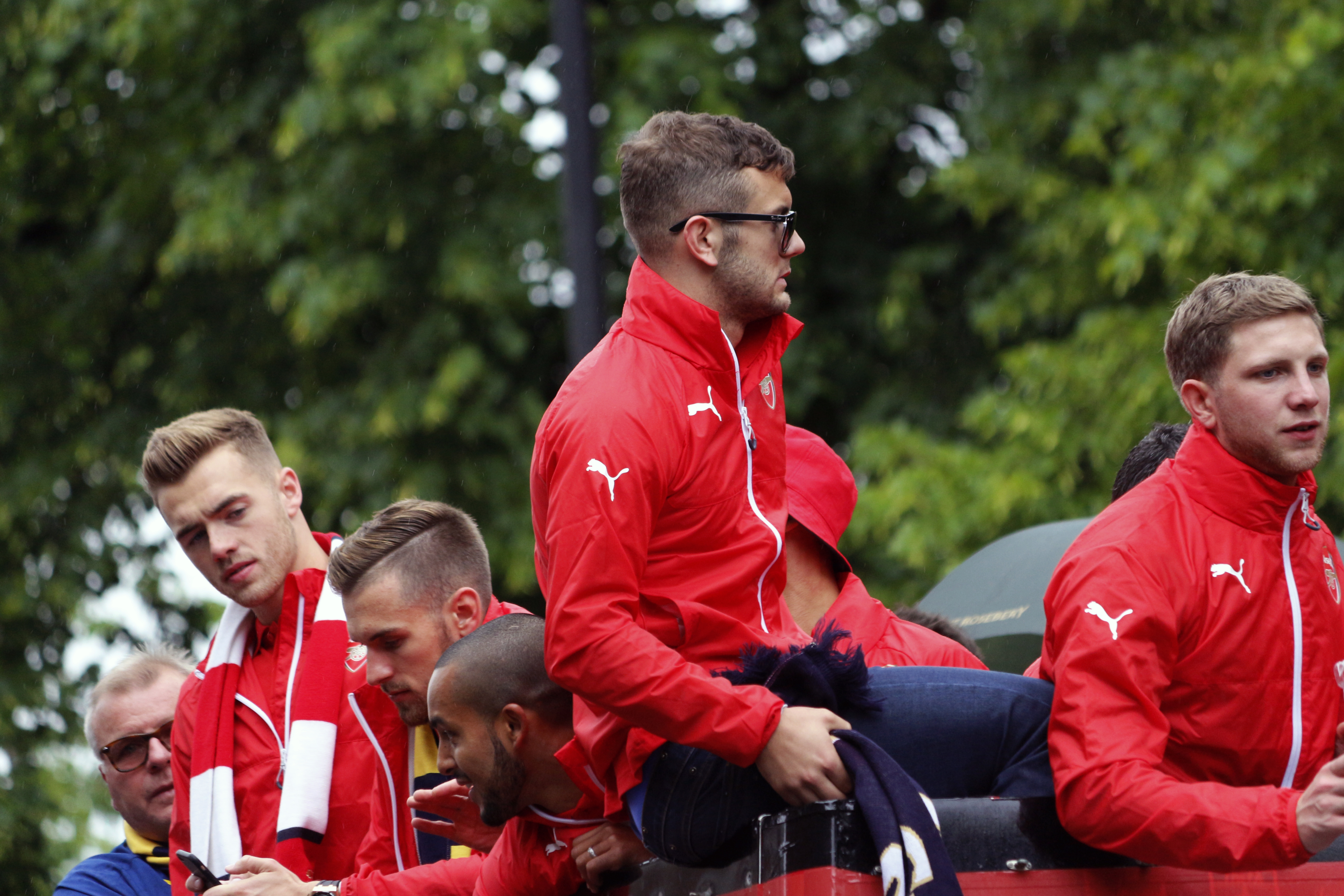
Wilshere et Arsenal fêtant la victoire de la FA Cup 2015.

### En club

#### Arsenal
- FA Cup: 2014, 2015
- Community Shield: 2014

### Distinctions personnelles
- Golden Boy 2010: 2ème
- Équipe PFA de la saison de Premier League: 2010/11
- Jeune joueur PFA de la saison de Premier League: 2010/11
- Joueur d'Arsenal de la saison: 2010/11
- Joueur du mois d'Arsenal: septembre 2010, mars 2011
- Joueur du mois de Bournemouth: novembre 2016, décembre 2016
- But BBC de la saison: 2013/14, 2014/15

## Dates clés
- 13/09/08 : Premier match officiel avec l'équipe première d'Arsenal à 16 ans et 256 jours (contre Blackburn)
- 23/09/08 : Premier but officiel avec l'équipe première d'Arsenal à 16 ans et 266 jours (contre Sheffield United)
- 25/11/08 : Premier match en Ligue des champions à 16 ans et 329 jours (contre le Dynamo Kiev)
- 25/03/09 : Premier match officiel avec les moins de 19 ans anglais à 17 ans et 84 jours (contre la Tchéquie)
- 11/08/09 : Premier match officiel avec l'Angleterre espoirs à 17 ans et 222 jours (contre les Pays-Bas)
- 11/08/10 : Premier match officiel avec l'équipe d'Angleterre à 18 ans et 222 jours (contre la Hongrie)
- 19/10/10 : Premier but en Ligue des champions à 18 ans et 293 jours (contre le Shakhtar Donetsk)
- 17/05/14 : Première FA Cup avec Arsenal à 22 ans et 137 jours (contre Hull City)
- 11/08/14 : Premier Community Shield avec Arsenal à 22 ans et 224 jours (contre Manchester City)
- 14/06/15 : Premier but avec l'équipe d'Angleterre à 23 ans et 166 jours (contre la Slovénie)